# 레인 데이비스
레인 데이비스(Lane Davies, 1950년 7월 31일 ~ )는 미국의 배우, 무대 연출가이다.
돌턴에서 태어났다.

## 출연 작품
- 블러디 재뉴어리 (2015년)
- 로얄 킬러 (2014년)
- 스팀 (2007년)
- 워킹 (1997년)
- 코치 (1989년)
- 천국에 이르는 길 (1985년)
- 침실의 표적 (1984년)
- 매직 오브 래시 (1978년)
- 사랑의 선물 (1978년)

### 텔레비전
- 비앤비 (1987년)
- 우리 생애 나날들 (1965년)